# 武汉南湖机场
武漢南湖機場，是位于中华人民共和国湖北省武汉市武昌区的一座已停用的机场。机场始建於1936年3月，原為中華民國國民政府的軍用機場，中華人民共和國成立后改為民用，并於1995年關閉，其民航运输机能被武汉天河国际机场代替。

## 歷史

### 背景
辛亥革命之後，湖北军政府组建有航空队，其中航空队成员潘世忠为了准备进行飞艇运输，便在南湖修建有飞艇库。第一次世界大战期间，飞机开始在军事领域发挥作用，此后国民政府在各地建造飞机修理厂，而南湖便是其中一处地点。

### 興建
民国25年（1936年）3月，为抵御日军，湖北省建设厅開始興建南湖机场，因在武昌南湖畔，故名。完工后的机场占地4000余亩，有碎石铺装的东西向跑道1条（08/26），此后一直由中华民国空军（国民政府航空委员会空军总站）负责管理。民国27年（1938年）武汉会战爆发；10月25日，國民政府軍事委員會决定放弃武汉，随后驻武汉部队开始炸毁一系列建筑，包括南湖机场。武汉会战后，机场由日军占领。日军占领期间对既有东西向跑道进行改扩建，扩建后跑道全长1450米，宽50米，厚0.1米，且以水泥铺装。另外还扩建了一条南北向跑道（18/36），全长1550米，宽50米，厚0.1米，且以水泥铺装，中部800米还以片石为底。为使跑道完工，日军在当地强征劳力。由于日军仅在武汉会战中惨胜，当地日军出现了反戰情绪。于是，在民国28年（1939年）1月19日，南湖机场的日本驻军地勤发动哗变，烧毁机场内飞机13架及油库1座。
抗战胜利后，机场归属中华民国空军第四军。民国36年（1947年），中华民国交通部民航局在南湖机场设武汉空中交通管制站，另以徐家棚机场为主要民用机场。民国37年（1948年），徐家棚机场因连日大雨跑道松软无法起降，交通部民航局征得空军同意后，暂借南湖机场作民航飞机的起降业务。另外，民航局对机场进行勘测后决定，废除东西向跑道并修复南北向跑道，竣工后由中国航空及中央航空使用。
在解放军占领武汉前，中航央航在武汉办公单位及武汉航空站撤销，武汉境内机场荒废。武汉解放后，机场改属军委民航局，并对东西向跑道进行了修补。

### 中華人民共和國時期
中华人民共和国成立后，受周恩来指示军委民航局决定首开两条航线：天津—汉口—广州；天津—汉口—重庆，虽然航线计划在武汉的起降场所为王家墩机场，但实际上是在南湖机场起降。1950年8月1日，两条航线上的两架班机先后降落在南湖机场并在随后起飞，史称“八一开航”，在南湖机场停泊期间在机场举行了欢迎仪式。
1951年8月1日，武汉航空站自王家墩机场迁至南湖机场，同时南湖机场改為民用，此后机场固定开行北京、上海、重庆间的航班。
1953年经中央批准，南湖机场开始改建。改造工程包括修复并扩建南北向跑道，停机坪，候机楼等一系列配套设施，为当时继天津张贵庄机场（今天津滨海国际机场）后第二大机场扩建工程。改造后的机场南北向跑道长1300米、宽50米。
1974年，为了容納安-24等級的飛機，机场跑道延长至1492米。1976年，由于全国大型城市间开行大型飞机航班，而南湖机场跑道长度不足无法起降大型飞机，因此大型飞机航线在此后至1984年改造完成前借用军用的王家墩机场起降。
“六五”计划期间，机场多次扩建。1982年波音737-200在南湖机场试飞成功后，为满足该机型的起降要求，在1983至1984年间又将跑道延长及加厚，主站坪拓宽，至此时机场跑道长1614米。1985年机场再次扩建，跑道向南延伸200米，扩建停机坪2.4万平方米，新建旅客候机室2,000平方米。至1985年底，南湖机场跑道全长1812米，宽50米，厚0.24米，可以起降波音737-200及以下体量飞机；站坪达4.6万平方米，可同时停放十多架737-200類型的飞机。1987年5月5日，国务院批准南湖机场开辟来往香港的包机。1988年，南湖机场客运吞吐量突破50万人次。

### 存在问题及废止
纵然南湖机场经历了上述的一系列扩建，但仍存在很多问题。即使是1985年扩建后的规模，仍不能满足武汉城市及民航发展的需要，其1812米长的跑道依然是当时全国省会城市民用机场中最短者；另外机场的油库容量小，且无铁路专用线，只能依靠汽车运输；往返机场的汽车又要经过长虹桥路京广铁路道口，车流常常受阻。而南湖机场周边已无机场扩建发展的余地。早在1958年武汉便有意新建机场，但因各种原因未能落实。
1985年7月，经过国务院及中央军委批准，武汉开始在黄陂县天河镇（今黄陂区天河街道）修建新的武汉机场，即武汉天河机场（今称武漢天河國際機場）。1992年1月4日，国务院及中央军委批准报废此机场，并要求中国民航局有偿转让相应土地给武汉市人民政府，土地转让所得用于建设天河新机场。1995年4月，天河機場完工准备启用，自当月4日起，南湖机场启动搬迁工作。4月14日22时19分，南湖机场最后一趟航班降落。4月15日，南湖機場關閉，天河机场启用，原有設施、口岸和机场代码轉至天河机场。

## 后续
自南湖机场移交至武汉市政府后，原机场地块被中国宝安集团买下，此后片区内开始进行房地产开发。2004年，片区内宁静、松涛、祥和、中央花园、华锦、宝安六个社区划归南湖花园城管理委员会。2006年，南湖花园城管委会划出紫阳街道成立新的南湖街道。原机场南北向跑道改建为恒安路；机场指挥中心建筑获得保留。

### 指挥中心旧址
现由南湖街道宝安社区居民委员会及业主委员会、宝安花园物业公司使用。

#### 文物保护
2011年3月21日，建筑被列为武汉市文物保护单位。
其保护范围为：南湖飞机场指挥中心旧址本体及周围一定范围。四至：以旧址外墙为界，四周各向外延伸10米。
其建设控制地带为：以保护范围四至为界，四周各向外延伸20米。
2021年，宝安社区因未经批准擅自对文物建筑进行内部装修，被属地文物行政部门致函，勒令停止装修作业。

## 轶事

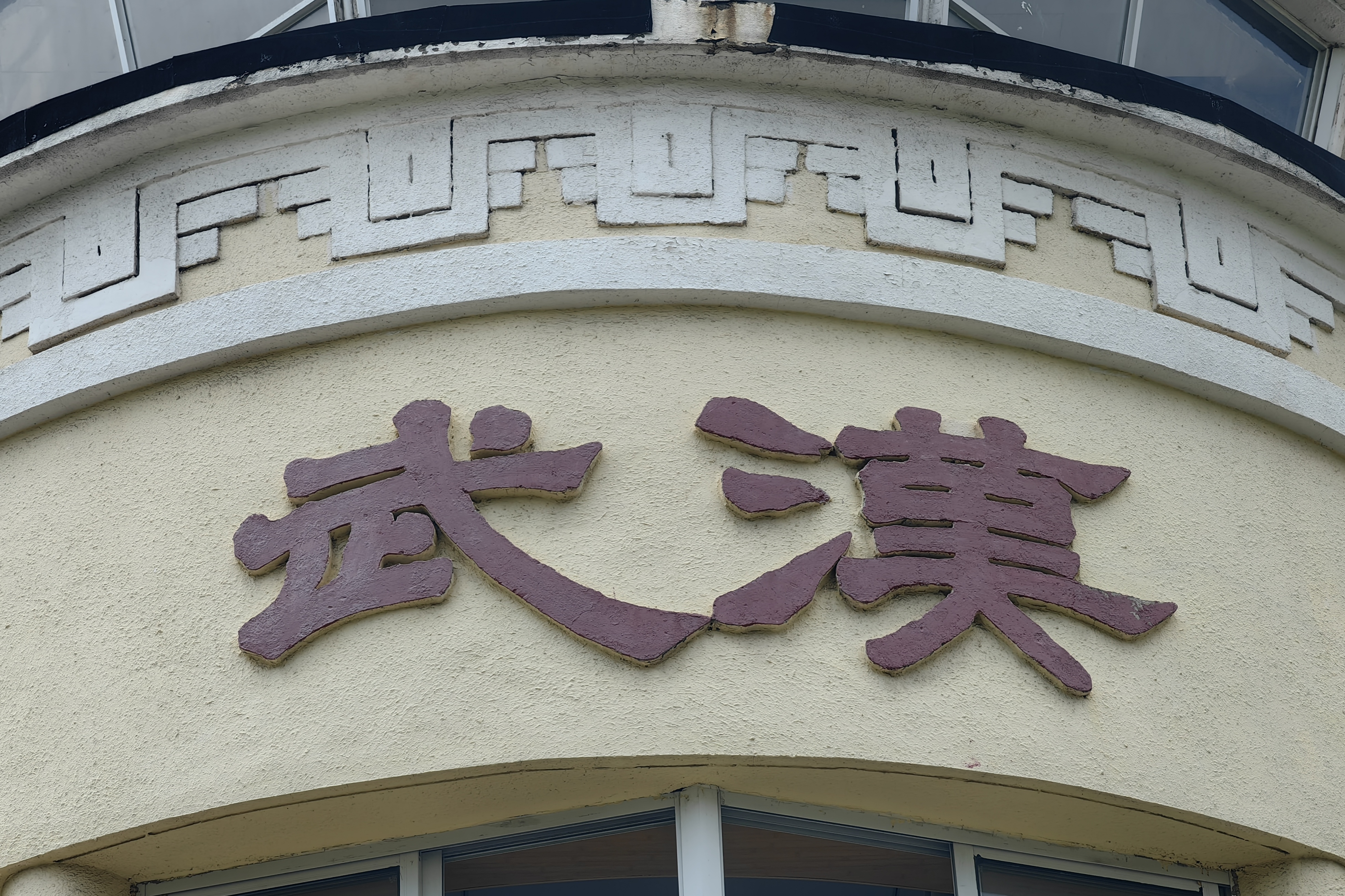
“武汉”题字

现有的机场指挥中心建筑上有“武漢”二字，相传是由张学良所题写。传闻说某次张学良来到武汉南湖机场时，发现机场没有名称，便说“外地人来这里，都不知道到了何处”，工作人员是以拿出纸笔请张题字，张随即写下“武漢機場”四字，但对机场二字不太满意，又找人裁去，只留下了武汉二字。

## 參看
- 武漢天河國際機場
- 武汉王家墩机场